# Povodeň (film, 1998)
Povodeň (v anglickém originále Hard Rain) je americko-britský akční film z roku 1998. Režisérem filmu je Mikael Salomon. Hlavní role ve filmu ztvárnili Morgan Freeman, Christian Slater, Randy Quaid, Minnie Driver a Edward Asner.

## Obsazení
| Morgan Freeman   | Jim         |
| Christian Slater | Tom         |
| Randy Quaid      | Mike Collig |
| Minnie Driver    | Karen       |
| Edward Asner     | Charlie     |
| Michael Goorjian | Kenny       |
| Dann Florek      | Mehlor      |
| Ricky Harris     | Ray         |